# 大大阪時代

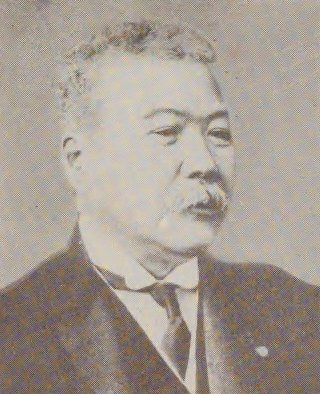
第6代大阪市長池上四郎

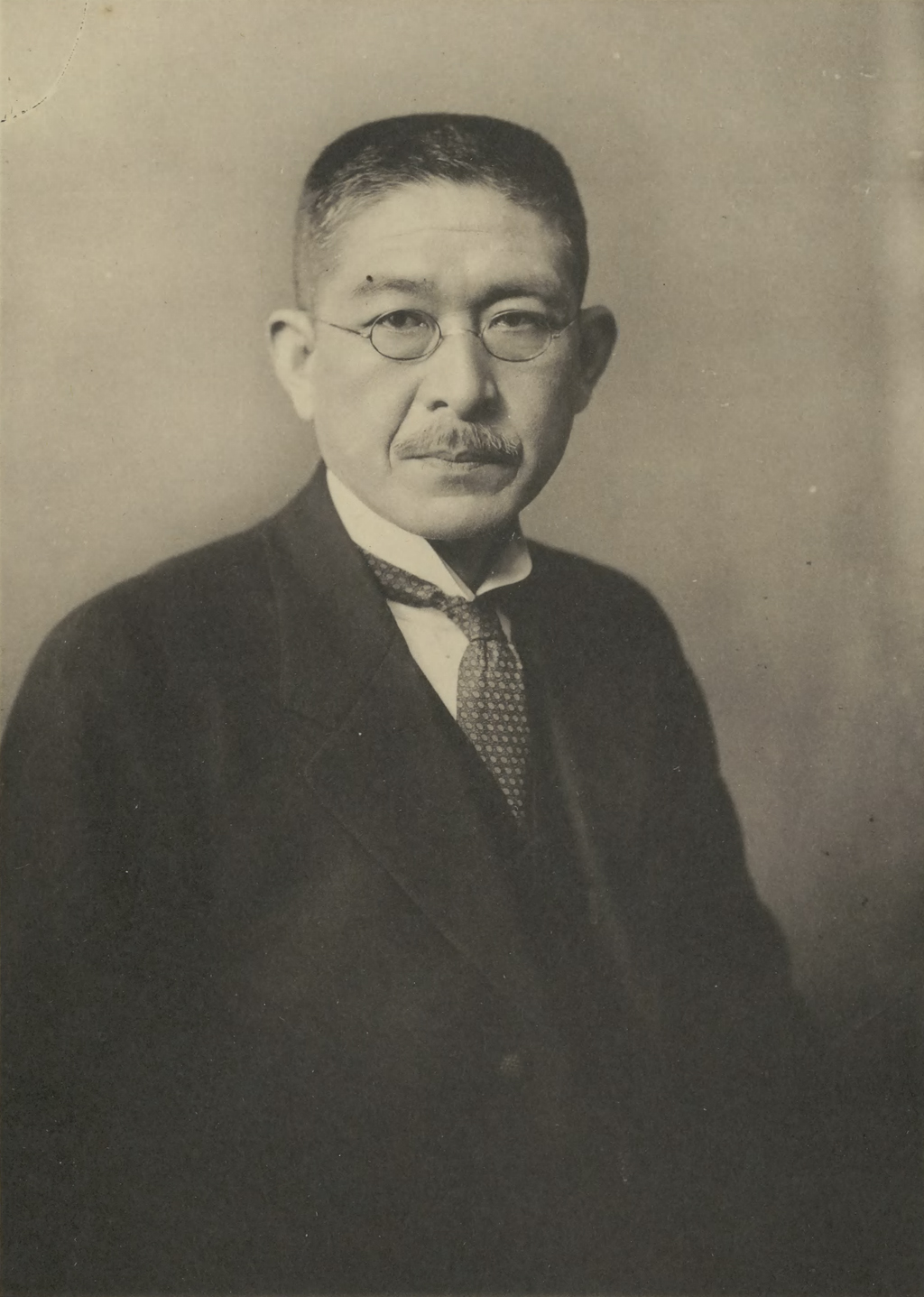
第7代大阪市長關一

大大阪時代（だいおおさかじだい）は、1920年代から1930年代にかけて、大阪市が大大阪と呼ばれていた時代のことである。この当時、大阪市は人口・面積・工業出荷額において国内第一位であり、当時の東京市を凌ぐ世界有数の大都市へと成長していた。

## 概要
18世紀後半には、大坂は当時の首都であった京都を人口で上回っていたが、その後も人口は徐々に増加して行った。また、19世紀後半には大久保利通と五代友厚による大阪への遷都（現在で言う首都機能移転）案も出るなどして、大大阪時代が後述する大正時代よりも早く到来する可能性もあったものの、大阪遷都案は東京への奠都を決定したこともあり、幻に終わった。
明治時代、東京にあった明治政府による藩債処分などの影響により、大きな打撃を受けた大阪市であったが、時代とともに発展を遂げていった。20世紀に入ると日露戦争や第一次世界大戦により必然的に軍需が高まる。国の為、国民の生活水準の向上を受け、重工業の生産額が飛躍的に増加し、その工業の隆盛ぶりから大阪市は「煙の都」「東洋のマンチェスター」と称されるようになった。
1923年（大正12年）9月1日に関東地方で関東大震災が発生し、当時の東京府東京市をはじめとする関東近郊に在住していた被災者の一部が、新たな居住地を求めて大阪市、横浜市、名古屋市、神戸市、京都市などの主要都市に転居してきたことによる急激な人口の増加や、1925年（大正14年）4月1日の第二次市域拡張によって、大阪市は西成郡・東成郡の残余44町村全てを編入して、面積181平方キロメートル、人口211万人となり、東京府東京市を上回る日本一の大都市にまで登りつめ、幻となった大阪遷都案から約60年後に大阪市は奠都を凌ぐ都市となった。
この当時は日本最大の都市であったのみならず、世界各国の主要都市でも7番目に人口の多い都市であった。
東・南・西・北の4区からスタートした区の数も、同日をもって13区へ増加し、天下の台所と称された近世以来の豊かな経済地盤を活かして、商業・紡績・鉄鋼などあらゆる産業が栄え、文化・芸術・産業の中心として近代建築が華開く街をモボ・モガが闊歩する、華やかで活気にあふれた黄金時代だったと伝わっている。当時のメインストリートは御堂筋ではなく、北浜の金融街に連なる堺筋に百貨店がひしめいた。加えて、1924年の甲子園球場誕生による野球ブームは現代につながるスポーツ用品メーカーの育成を促したとも評されている。
象徴的な出来事としては、池上四郎第6代市長が1913年に就任し、その2年後の1915年に大阪市天王寺動物園が開園。1919年、日本初の児童相談所・公共託児所を大阪市に開設。都市計画学者でもあった関一第7代市長に交代してからも、1930年、大坂城天守の再建工事着工。御堂筋の大拡幅（拡幅計画は1919年池上市政時代に発表済であったが拡幅の完成は1937年）、日本初の市立大学大阪商科大学（現・大阪公立大学）の設立および大阪市営地下鉄（現・Osaka Metro）御堂筋線の建設などがある。
こうして、大大阪時代は、池上四郎・関一両市長の下、1910年代〜1920年代後半にピークを迎え「これやこの 都市計画の権威者は 知るも知らぬも大阪の関」と詠まれたり、内務大臣後藤新平から「都市計画の範を大阪に求める」と評されるなどした。
ところが、大阪市の転機は1930年代前半に早くも訪れてしまい、1932年（昭和7年）10月1日、大阪市は分区によって区の数で東京市に並ぶ15区へ増加したが、同日、東京市は市域拡張（82町村編入）によって35区へ増加し、いわゆる大東京市（面積551平方キロメートル、人口497万人）が誕生し人口日本第一位の座を奪還する。1934年には室戸台風によって大阪市は未曽有の風水害に見舞われた。さらに繁栄の裏で同時進行にあった第一次世界大戦後の恐慌や昭和恐慌では、繊維や金属産業が大打撃を受けてしまう。さらに、戦争への時代へと向かう中、統制経済等の政策により、東京に対し大阪の相対的地位は次第に低下して行った。
とはいえ、当時の大阪は、東京に次ぐ日本第2の都市であり、戦後復興と高度経済成長期にも西日本の中心都市としての繁栄はなお続いていた｡
しかし、大阪の東京に対する相対的地位の低下は東京一極集中とともに1960年代後半より始まり、1970年（昭和45年）の日本万国博覧会開催の前後より顕著となった。それが決定的となったのは、1973年の第一次オイルショックによる、高度経済成長期の終焉後、安定成長期以降のことである。1974年以降京阪神大都市圏の人口は転出超過になり、1978年には大阪市の人口が東京都市圏の神奈川県横浜市に追い抜かれ、本格的な東京一極集中時代が幕を開ける。
ただし、人口統計上の第二都市は横浜市になってはいるが、最低賃金など一部を除く財政の規模や経済生産の総額は大阪市の方が大きく、横浜市が自らを中心地とする都市圏を形成せず、東京を中心とする東京大都市圏に含まれるのに対して、大阪市は自らを中心地とする大都市圏を形成していることから、2024年現在でも一般的には大阪市が第二都市として分類されている。また、世界的に見れば、現在でも大阪は世界有数の大都市（世界都市）であることには変わりない。
なお、大大阪時代当時の大阪市長であった池上と関は、両者とも、その実現を筆頭に大阪市政への功績が評価され、それぞれの銅像が建立された。銅像は、池上のものは天王寺公園内、関のものは大阪市立東洋陶磁美術館前にそれぞれ設置されている。
画家の小出楢重は当時の大阪の風景を以下のように描いている
…⼤阪は驚くべく黒く低い屋根の海である。その最も近代らしい顔つきは漸く北と西とにそれらしい一群が聳えている、特に西方の煙突と煙だけは素晴らしさを持っている。しかし、東南を望めば、天王寺、茶臼山、高津の宮、下寺町の寺々に至るまで、坦々たる徳川時代の家並である。あの黒い小さな屋根の下で愛して頂戴ねと女給たちが歌っているのかと思うと不思議なくらいの名所図会的情景である。ただ遠い森の中にJOBKの鉄柱が漸く近代を示す燈台であるかの如く聳えている。
　大阪の近代的な都市風景としては、私は大正橋や野田附近の工場地帯も面白く思うが、中央電信局中之島公園一帯は先ず優秀だといっていい。—小出楢重『めでたき風景《上方近代雑景》』

## 大大阪時代前後の建造物等
- 大阪府立中之島図書館 (明治37年)
- 日本銀行大阪支店　(明治15年)
- 大阪市中央公会堂 (大正7年) (着工・大正2年6月)
- 大阪倶楽部 (大正13年) (着工・大正12年1月)
- 中央電気倶楽部 (大正2年)
- 大阪証券ビル市場館 (昭和10年)
- 大阪瓦斯ビルヂング (昭和8年)